# Humongous
Humongous Inc. (tidigare Humongous Entertainment) var ett amerikanskt företag som utvecklar dator- och TV-spel. Företaget är känt för sin serie av pedagogiska sportspel för barn kallad Backyard Sports. 

## Historik
Humongous Entertainment, föregångare till Humongous Inc., bildades 1992 av VD Shelley Day och Creative Director Ron Gilbert. Företaget blev känt för sina peka-och-klicka äventyrsspel avsedda för småbarn, såsom Putt-putt-serien, Fatty Bear-serien, Pajama Sam, Freddi Fisk samt Spy Fox. Ron Gilbert - en av Humongous Entertainment:s grundare, men även spel-designer - har bidragit med spelidéerna till dessa spel. Samtliga spel var tillgängliga för Windows och Mac - tidigare fanns även titlar tillgängliga för DOS. 
Under 1997 skapade Humongous Entertainment sin första Backyard Sports-titel: Backyard Baseball. Detta var utan tvekan de mest populära spelet i serien, men också varianter såsom Backyard Football, Backyard Soccer och Backyard Hockey var omtyckta. Till skillnad från sina övriga titlar blev Backyard Sports-serien tillgänglig för konsoler (Nintendo GameCube, Wii, PlayStation 2 och Game Boy Advance) samt Windows och Macintosh.
Humongous Entertainment har även släppt flera spel med Big Thinkers- och Blue's Clues-figurer. Under 2002 släpptes strategispelet Moonbase Commander med mycket liten fanfar. Spelet såldes till ett budgetpris, men fick ett gott mottagande av spelrecensions-webbplatser. Moonbase Commander vann så småningom IGN:s "Best of 2002: The One No One Played" and Gamespot's "Best Game Not Played on PC for 2002". 
Genom sin delsektion Cavedog släppte Humongous Entertainment också Total Annihilation, ett realtidsstrategispel, under 1997. Detta spel följdes av två expansionspaket senare.
I juli 1996 köptes Humongous Entertainment upp av GT Interactive för $76 miljoner. GT Interactive köps i sin tur upp av Infogrames Entertainment SA och byter namn till Infogrames Inc. Därefter köps Infogrames Inc. upp av Hasbro Interactive - som äger rättigheter att använda Atari-namnet - i november 1999, byter Infogrames Inc. namn till Atari Inc.
I mitten av 2000, försöker de båda grundarna köpa tillbaka Humongous Entertainment från Infogrames Inc. med hjälp av extern finansiering, men samma dag som det planerade förvärvet var är dagen då 2000 tekniktunga aktiemarknader kraschar vilket stoppar köpet. Grundarna lämnar strax därefter företaget, liksom många av de nyckelpersoner som skapade företaget, serierna och teknikerna.
Atari minskade antalet anställda hos dotterbolaget Humongos Entertainment i mitten av 2001 och kort därefter stängdes hela bolaget ned under ett par år.
Ett nytt bolag - Humongous Inc. - startades i samma byggnad. Under 2005 köpte Infogrames Entertainment Humongous från Atari för $10,3 miljoner. 

## Spel (i urval)
- Putt-Putt
- Fatty Bear
- Junior Field Trips
- Freddi Fisk
- Pajama Sam
- Spy Fox
- Big Thinkers
- Backyard Sports
- Moonbase Commander